# Narai Ratchaniwet

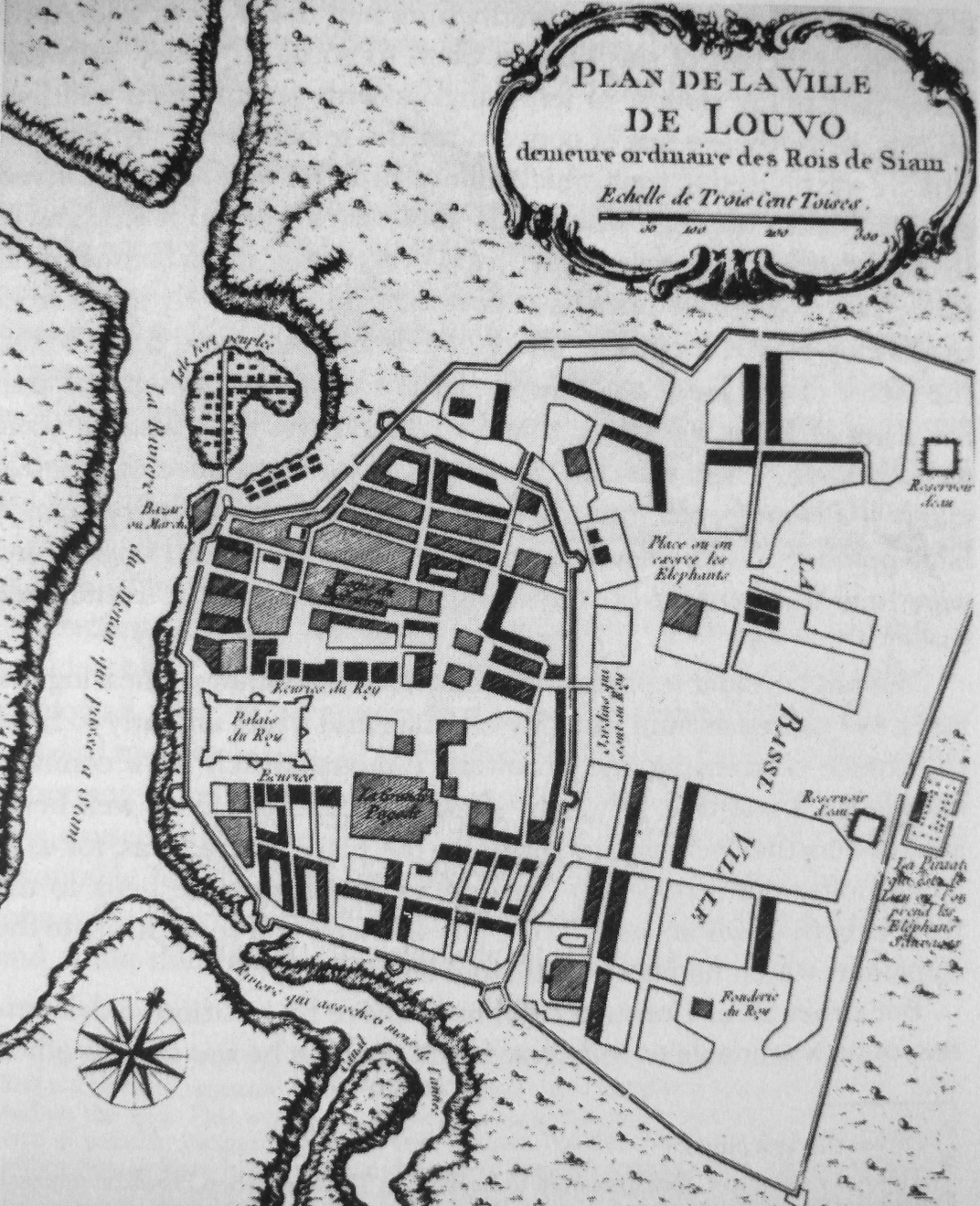
Karte von Lop Buri mit Palast aus dem 17. Jahrhundert

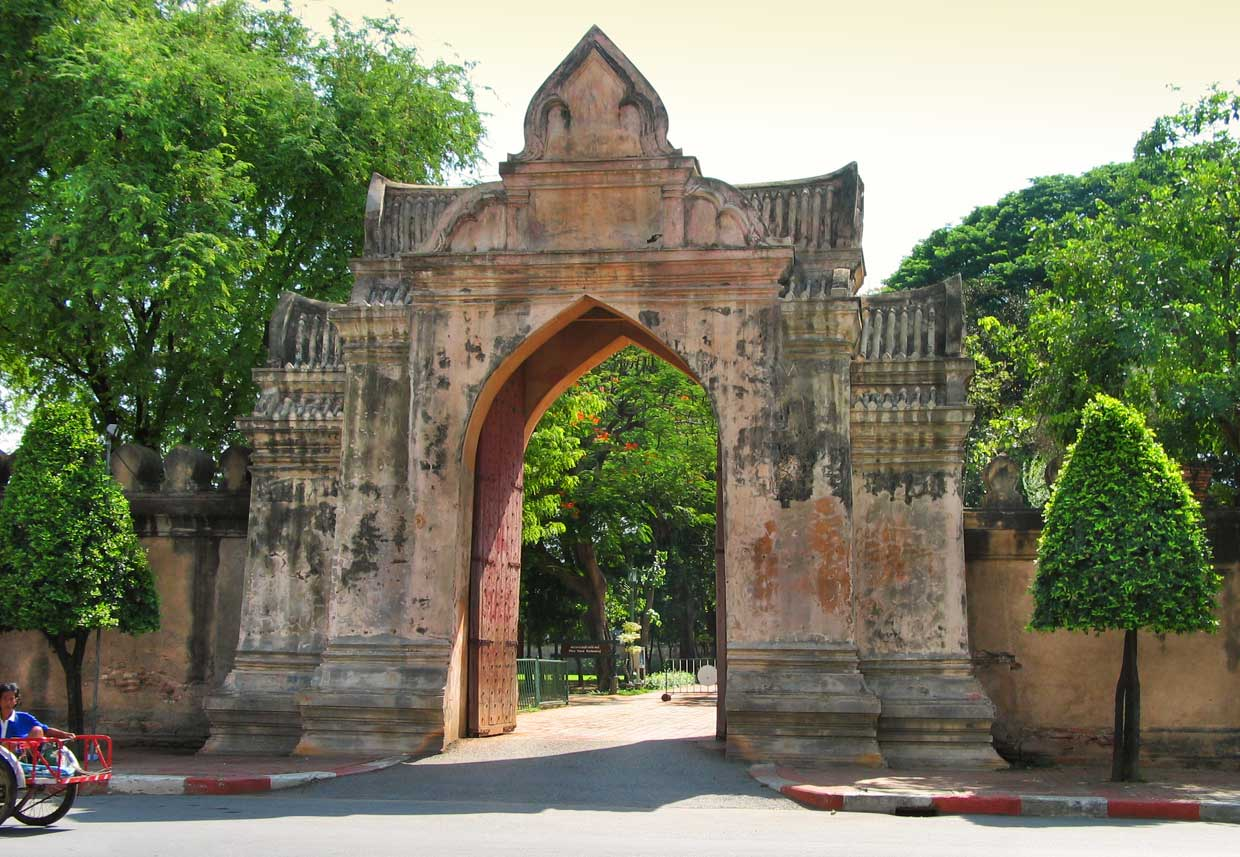
Nordöstlicher Haupt-Eingang zum Palastgelände

Der Phra Narai Ratchaniwet (thailändisch พระนารายณ์ราชนิเวศน์ – wörtl.: Narayanas Königlicher Palast, auch kurz Wang Narai – วังนารายณ์) ist eine Palastanlage in Lop Buri, einer der ältesten Städte in Thailand.

## Lage
Der Phra Narai Ratchaniwet liegt im Zentrum der Altstadt von Lop Buri am Ufer des gleichnamigen Flusses.

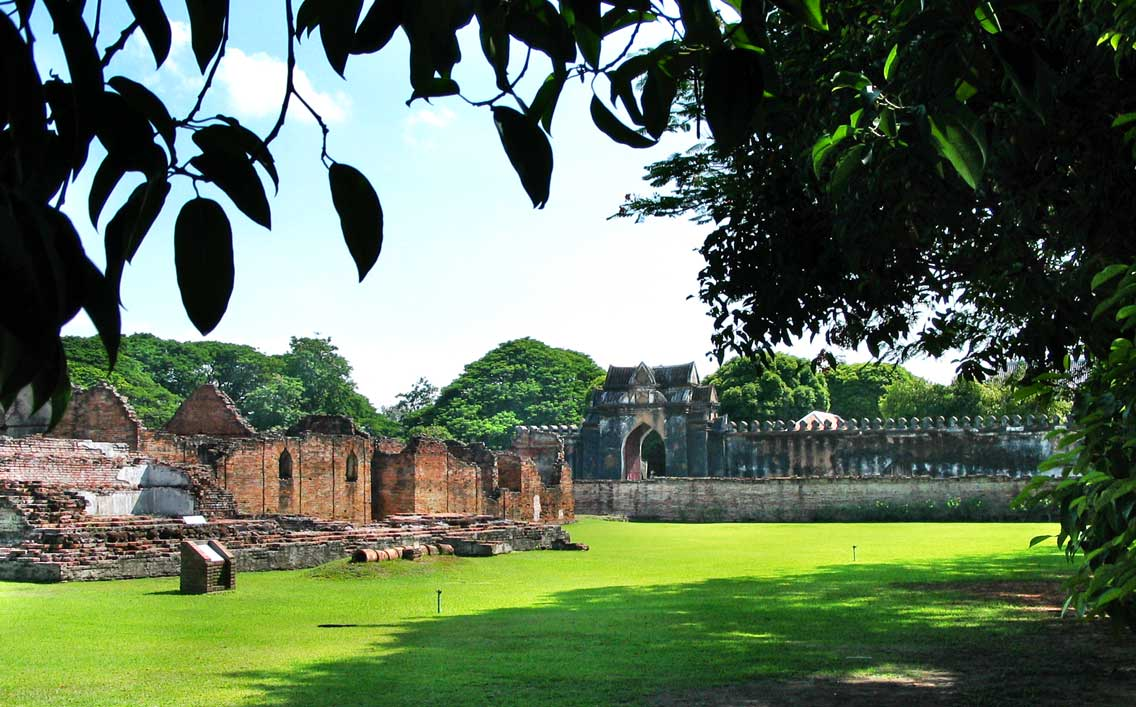
Lagerhäuser und Portal zum Inneren Bereich

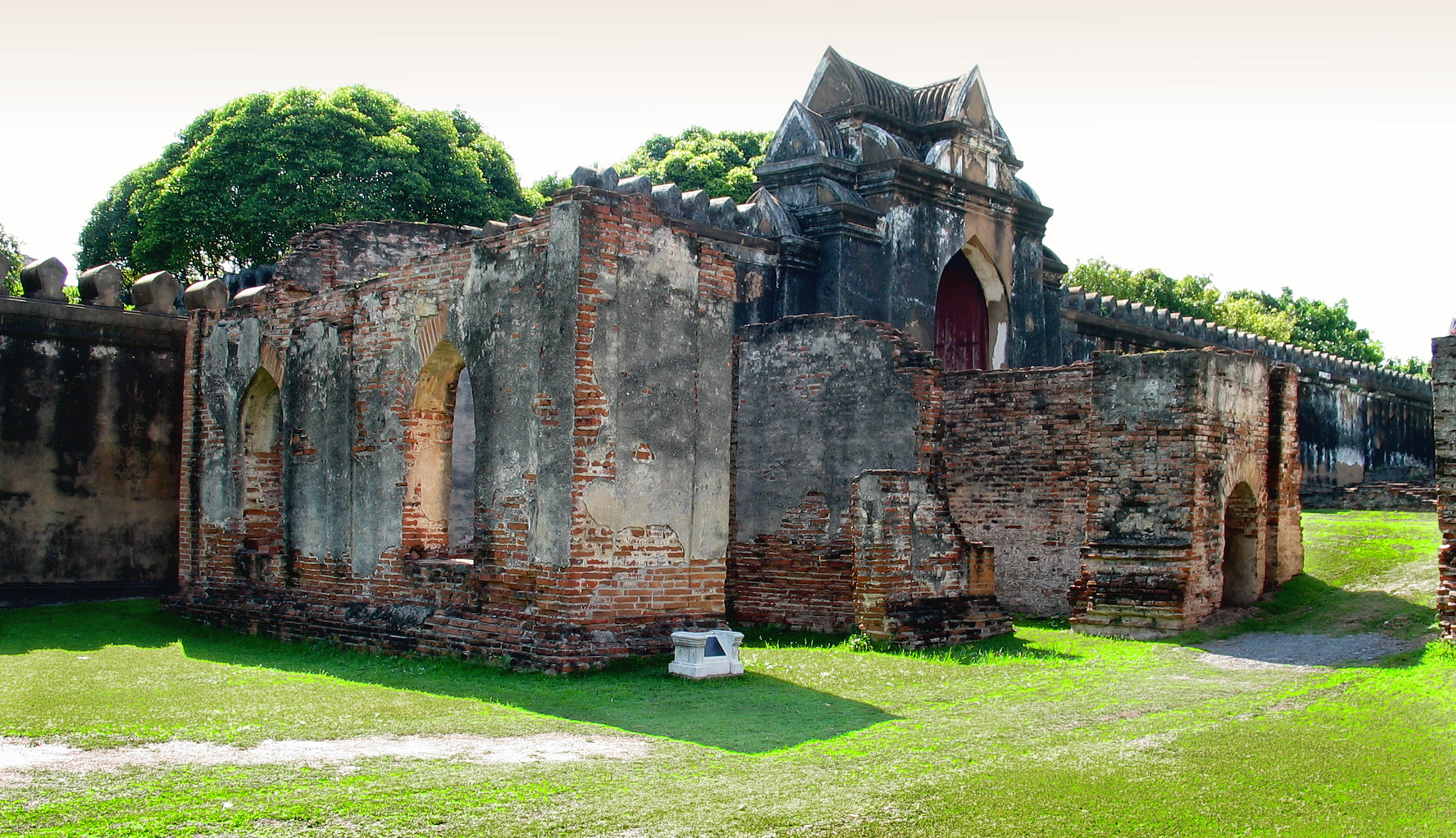
Königliche Elefantenställe

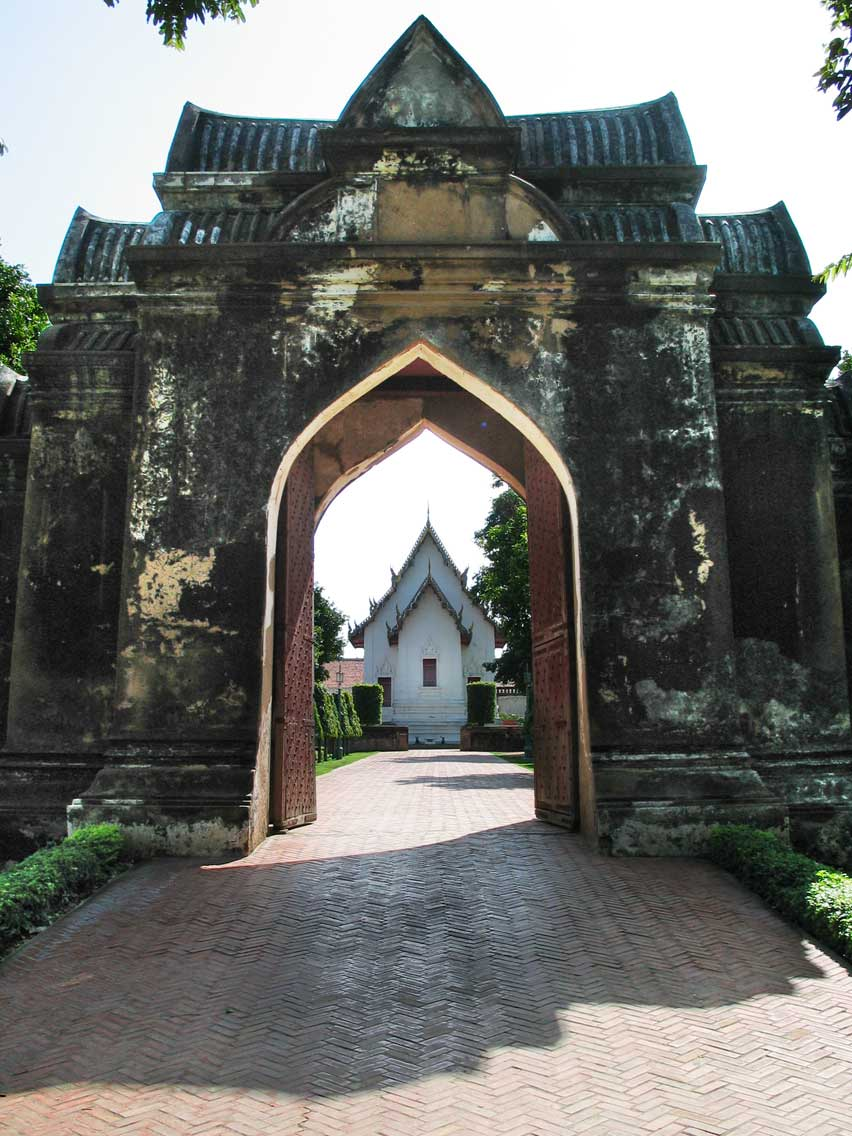
Eingang zum Inneren Bereich, im Hintergrund die Chantara Phisan Halle

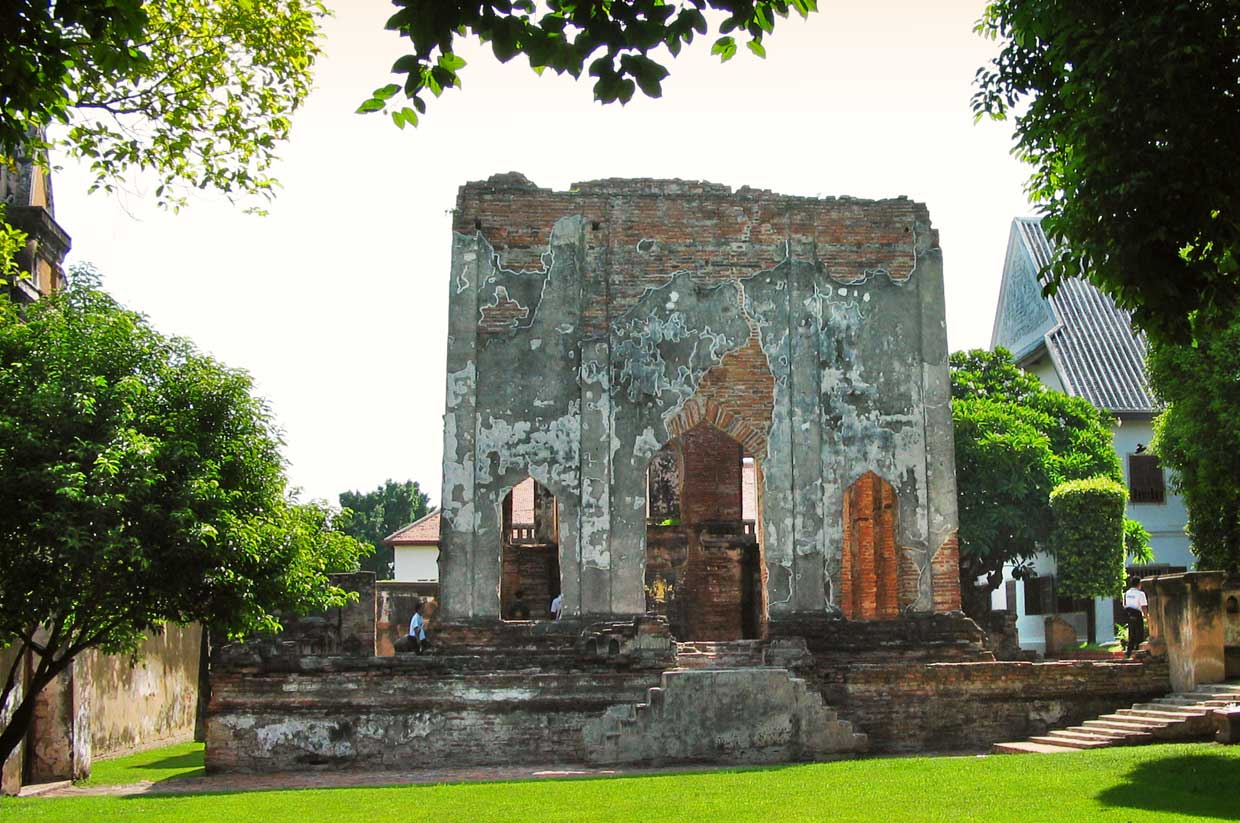
Dusit Sawan Thanya Mahaprasat Halle

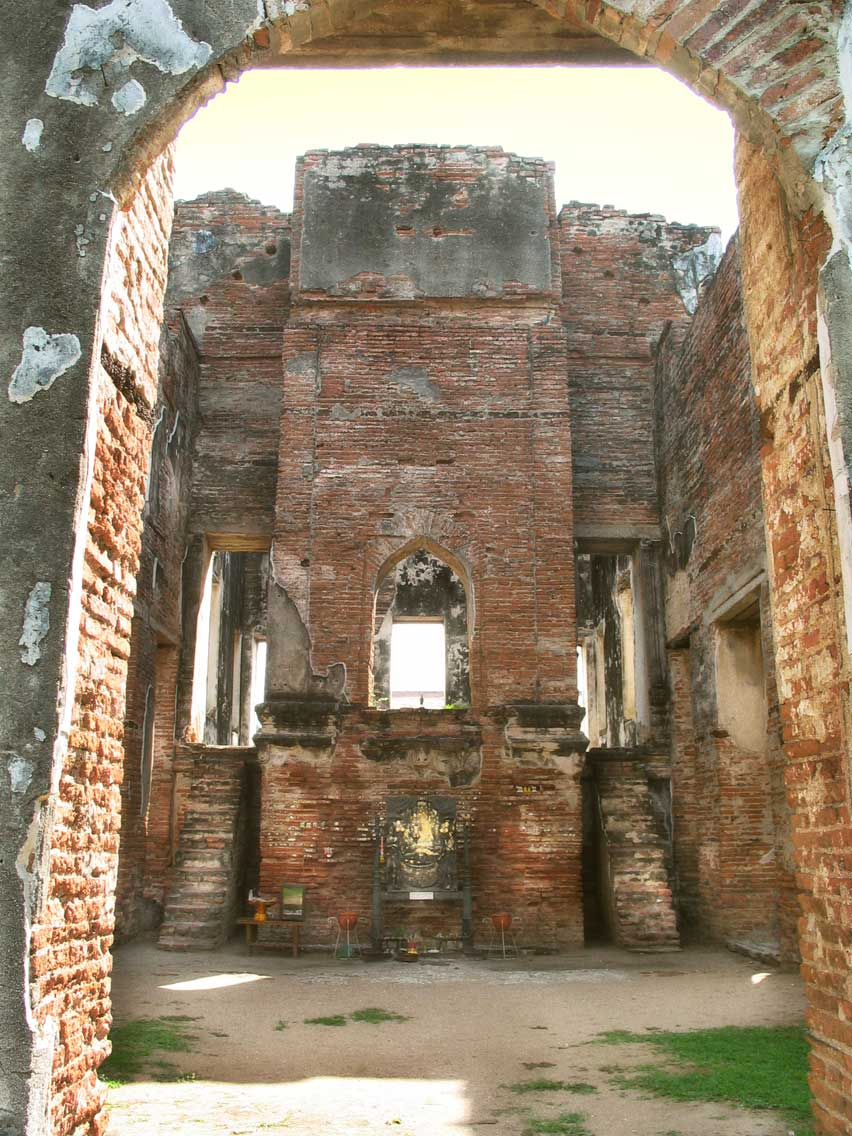
Dusit Sawan Halle mit Audienz-Fenster des Königs

## Baugeschichte und Anlage
Die Palastgebäude wurden zwischen den 17. und 19. Jahrhundert errichtet. König Narai der Große (1656–1688) ließ ihn als seine zweite Residenz anlegen.
Das rechteckige, etwa sieben Hektar (41 Rai) umfassende Gelände ist von hohen Ziegelstein-Mauern umgeben, elf große Portale erlauben den Zugang zu dem weiter in einen äußeren, zentralen und inneren Bereich gegliederten Palast. Die Bereiche sind ebenfalls von hohen Mauern eingefasst und durch ähnliche Portale betretbar.

### Äußerer Bereich
Der äußere Bereich befindet sich in der östlichen Hälfte des Palastgeländes. Er ist in zwei etwa gleich große Höfe eingeteilt. Der ersten Hof wird durch das nordöstliche Eingangsportal betreten, dem heutigen Haupteingang. Hier befinden sich neben den Ruinen eines Wasserbeckens, von welchem aus durch Röhren alle Palastgebäude mit Wasser versorgt wurden, zwölf Ziegelhäuser in zwei parallelen Reihen angeordnet (Thai: หมู่ตึก 12 ท้องพระคลัง), die als Lagerhallen genutzt wurden. An der westlichen Mauer befanden sich die Stallungen der königlichen Elefanten (Thai: โรงช้างหลวง). Heute sind hier noch die Ruinen von zehn Ställen zu sehen, kleinere Strukturen waren wahrscheinlich die Wohnungen der Mahouts.
Südlich davon, im zweiten Hof, befanden sich in beeindruckenden Gartenanlagen das „Gebäude zum Empfang von Würdenträgern“ (Tuk Rap Rong Khaek Mueang – Thai: ตึกรับรองแขกเมือง). Es ist in französischem Stil erbaut und auf drei Seiten von einem Kanal mit 20 Wasserspeiern umgeben. Davor befinden sich Grundmauern von wahrscheinlich einer Bühne, auf der Schauspieler die Gäste unterhielten.
An der Südmauer des Geländes liegt die Phra Chao Hao-Halle (Thai: ตึกพระเจ้าเหา). Sie ist zehn Meter breit und 20 Meter lang und in thailändischen Stil erbaut. Da sich in ihr wohl eine Buddha-Statue befunden hat, vermuteten französische Besucher, es handele sich hier um den Tempel des Palastes. Gegen Ende der Regierungszeit von König Narai empfing hier der spätere König Phetracha zusammen mit Khun Luang Sorasak (dem späteren König Phrachao Suea) Adlige und Soldaten, um einen Putsch zum Sturz des Königs zu planen.

### Zentraler Bereich
Durch ein weiteres Portal gelangt man in den zentralen Bereich. in einem kleinen Hof befinden sich die Ruinen der Dusit Sawan Thanya Mahaprasat Halle (Thai: พระที่นั่ง ดุสิตสวรรค์ ธัญญมหาปราสาท), die zwei Baustile erkennen lassen: einen thailändischen und einen französischen Stil im vorderen Bereich. Hier empfing König Narai ausländische Würdenträger, die sich im vorderen Bereich versammeln durften, während der König aus einem erhöht angeordneten Fenster seine Audienzen gab. Eine Bronzetafel unterhalb des Fensters soll an die Audienz einer französischen Gesandtschaft erinnern, die 1685 nach Siam kam, um König Narai zum Christentum zu bekehren.

### Innerer Bereich
Der innere Bereich befindet sich im westlichen Teil des Palastgeländes. Auch dieser Bereich ist durch hohe Mauern von den anderen Bereichen abgetrennt. In einem weiträumigen Hof im Süden befinden sich die Ruinen der Suttha Sawan Thronhalle (Thai: พระที่นั่งสุทธาสวรรค์), der persönlichen Residenz von König Narai. Hier verstarb der König nach langer Krankheit am 11. Juli 1688.
Nördlich der Dusit Sawan Thronhalle ließ König Mongkut (Rama IV., reg. 1851–1869) die Phiman Mongkut Halle (Thai: หมู่พระที่นั่งพิมานมงกุฎ) in europäischem Stil errichten, wo er während seines Besuchs in Lop Buri residierte.
Direkt neben Phiman Mongkut steht die Chanatara Phisarn Thronhalle (Thai: พระที่นั่งจันทรพิศาล). Sie wurde von König Narai erbaut und ist einem Thai-Tempel nachempfunden. Sie wurde auf den Fundamenten eines älteren Gebäudes errichtet, das wahrscheinlich zum Palast von König Ramesuan gehörte, als dieser als Uparat von König U Thong in Lop Buri residierte. König Narai richtete hier eine Audienzhalle ein, wo sich seine Berater versammeln konnten. König Mongkut ließ die Chanthara Phisan-Halle restaurieren.

## Nutzung
Der Phra Narai Ratchaniwet diente König Narai als zweite Residenz neben dem Wang Luang in Ayutthaya, zeitweise verlegte er sogar seine Hauptstadt nach Lop Buri. Nach seinem Tod 1688 wurden die Gebäude nicht mehr offiziell genutzt und fielen nach und nach zusammen, bis König Mongkut sich ihrer annahm und sie restaurieren ließ. Der heutige Name „Phra Narai Ratchaniwet“ wurde dem Palast von König Mongkut verliehen.

## Impressionen

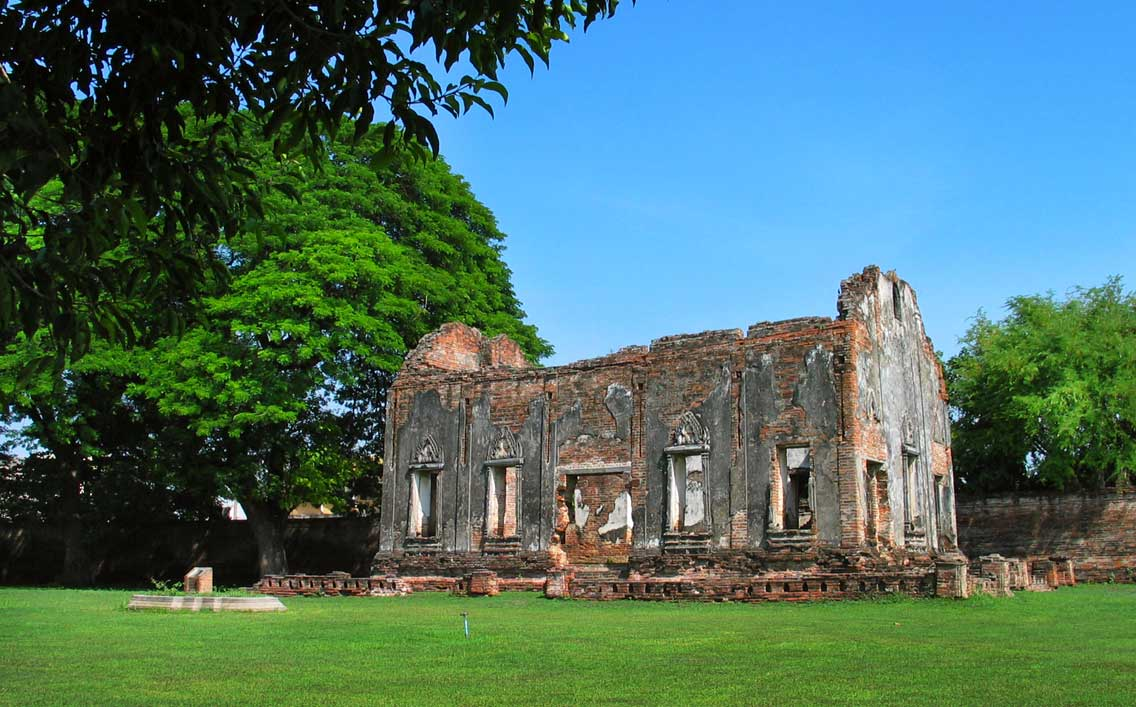
Phra Chao Hao Halle
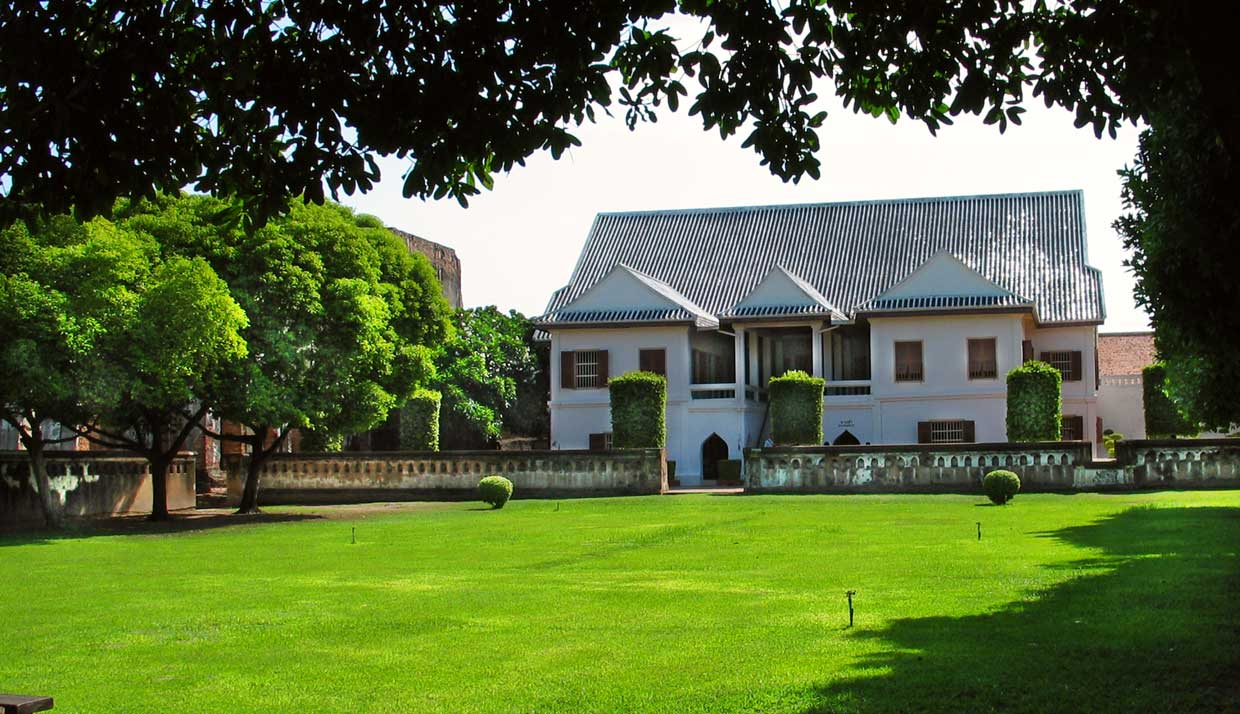
Phiman Mongkut Halle
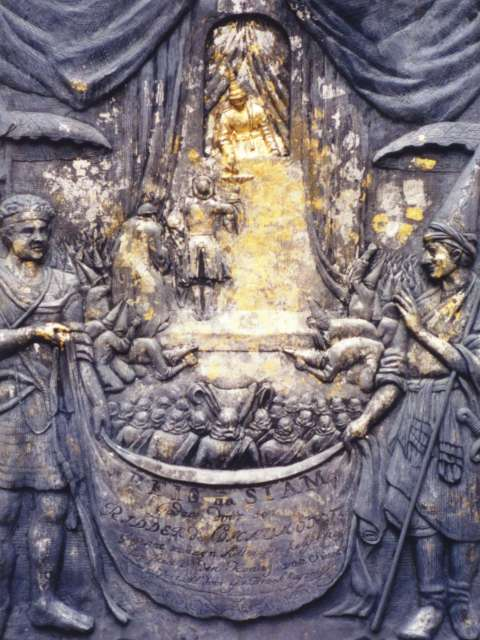
Bronzetafel: Audienz der französischen Gesandten bei König Narai
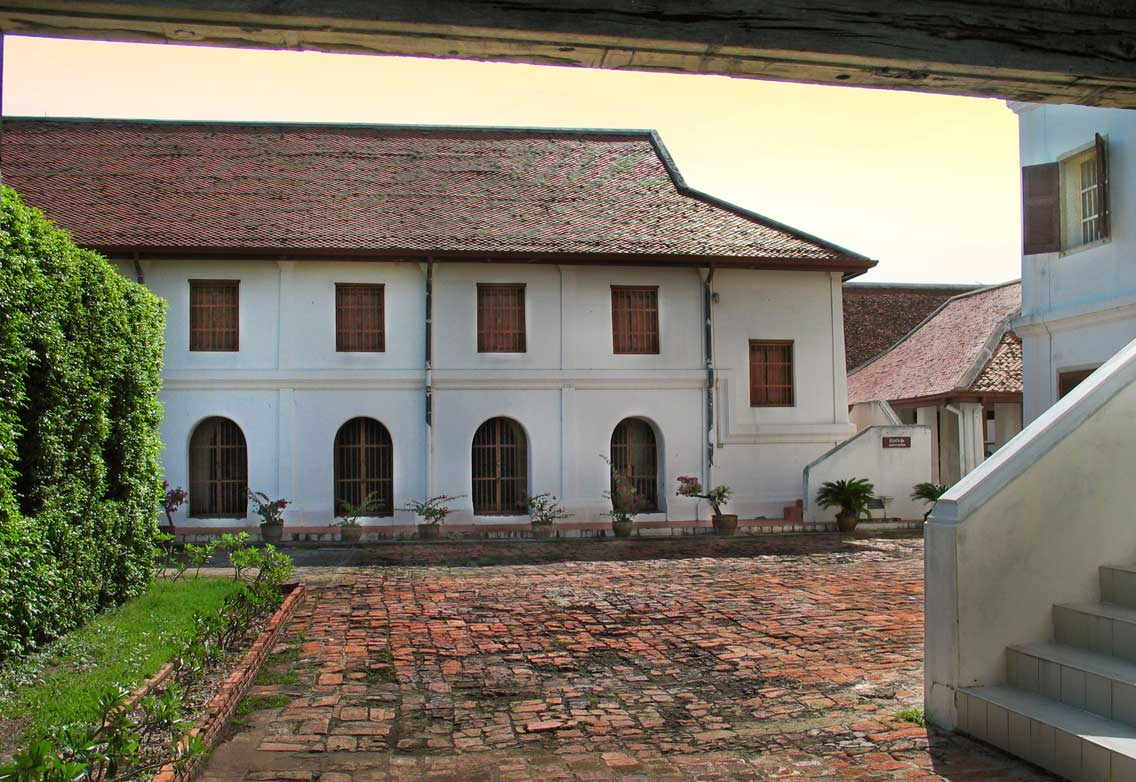
Phra Pratiab Gebäude, innerer Bereich König Monguts

## Sehenswürdigkeiten
Die Gebäude, die von König Mongkut neu erbaut und renoviert wurden, beherbergen heute das „Somdet Phra Narai National Museum“ (Thai: พิพิธภัณฑ์ สถานแห่งชาติ สมเด็จพระนาราย). Am 11. Oktober 1924 wurde der Chantarapisarn-Pavillon von Prinz Damrong Rajanubhab und Prinz Narisaranuwatiwong zunächst als „Lop Buri Museum“ eröffnet. Später, im Jahr 1961, bekam das Museum seinen heutigen Namen.
Die zentral angeordnete Phiman Mongkut-Halle zeigt heute prähistorische Funde aus der Region Lop Buri und anderen Landesteilen, Kunstwerke aus der Lop-Buri-Kunstperiode sowie im obersten Stockwerk eine Ausstellung mit persönlichen Objekten aus dem Besitz König Mongkuts. In der Chanthara Phisan-Halle wird in einer Ausstellung das Leben am Hofe von König Narai gezeigt. Im inneren Palastbereich hinter diesen beiden Hallen befindet sich in den Phra Pratiab-Gebäuden ein weiteres, etwas kleineres Museum, das wertvolle Keramiken und Porzellan ausgestellt hat.